# Adesmia aucaensis
Adesmia aucaensis är en ärtväxtart som beskrevs av Arturo Erhardo Erardo Burkart. Adesmia aucaensis ingår i släktet Adesmia och familjen ärtväxter. Inga underarter finns listade i Catalogue of Life.